# 深江出入口

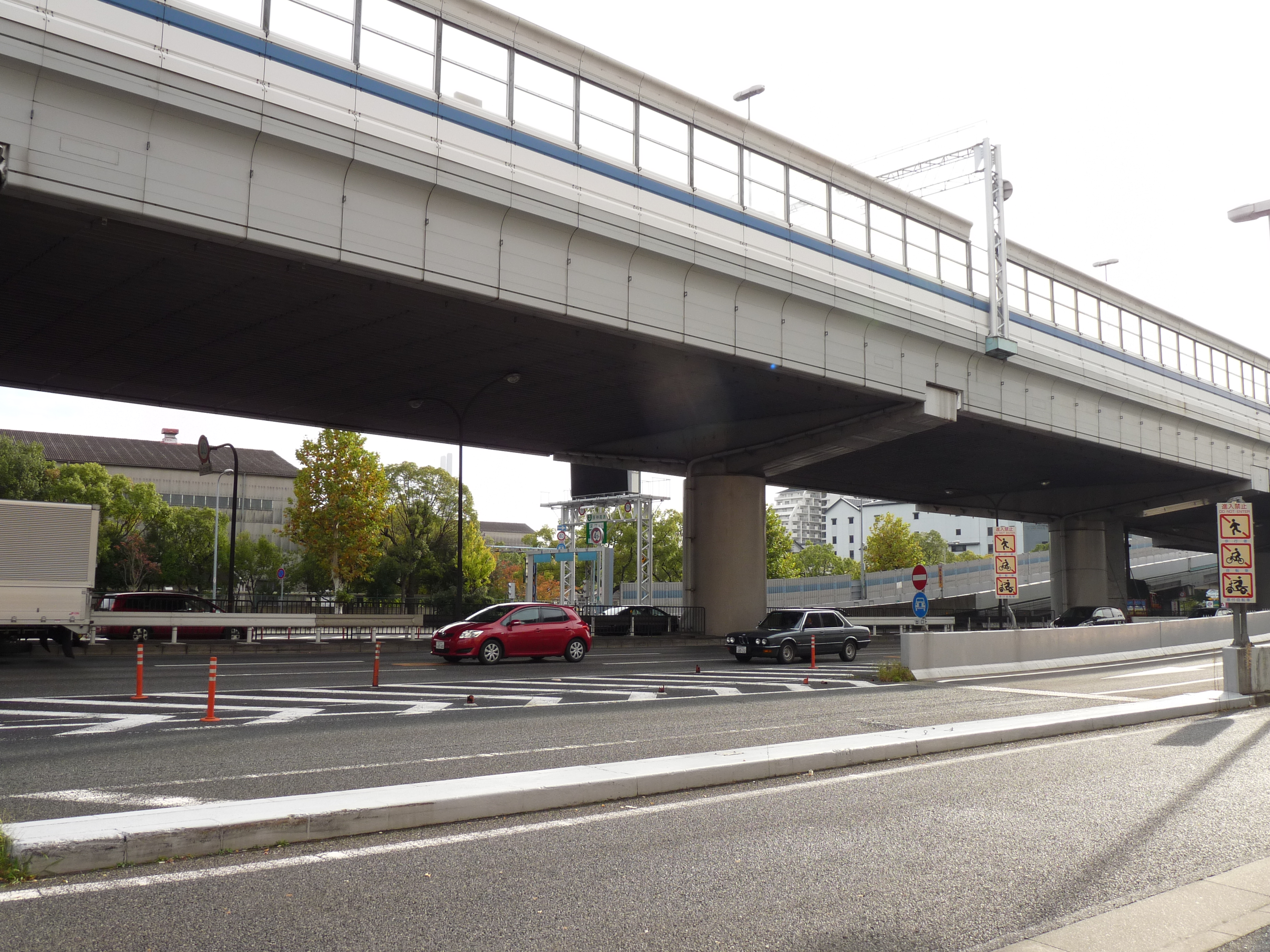
深江出入口

深江出入口（ふかえでいりぐち）は、兵庫県神戸市東灘区の阪神高速道路3号神戸線の出入口。神戸方面のみ出入口のあるハーフICである。

## 道路
- 阪神高速3号神戸線(3-12)

## 接続する道路
- 国道43号（第二阪神国道）

## 料金所

### 深江料金所
- ブース数：2
  - ETC専用：1
  - ETC/一般：1

## 周辺
- 神戸大学海事科学部キャンパス

## 隣
阪神高速3号神戸線
(3-11)芦屋出入口 - 芦屋TB - (3-12)深江出入口 - (3-13)魚崎出入口